# گوپیچند مالیننی
گوپیچند مالیننی (انگلیسی: Gopichand Malineni‎؛ زادهٔ ۱۳ مارس ۱۹۸۰) کارگردان و نویسندهٔ اهل هند است.
از فیلم‌ها یا برنامه‌های تلویزیونی که وی در آن نقش داشته‌است می‌توان به کرک، دان سینو، برنده، پاندوگا چسکو، بادیگارد (۲۰۱۲) و غرور (۲۰۱۳) اشاره کرد.